# Палаши Аргайла (танец)

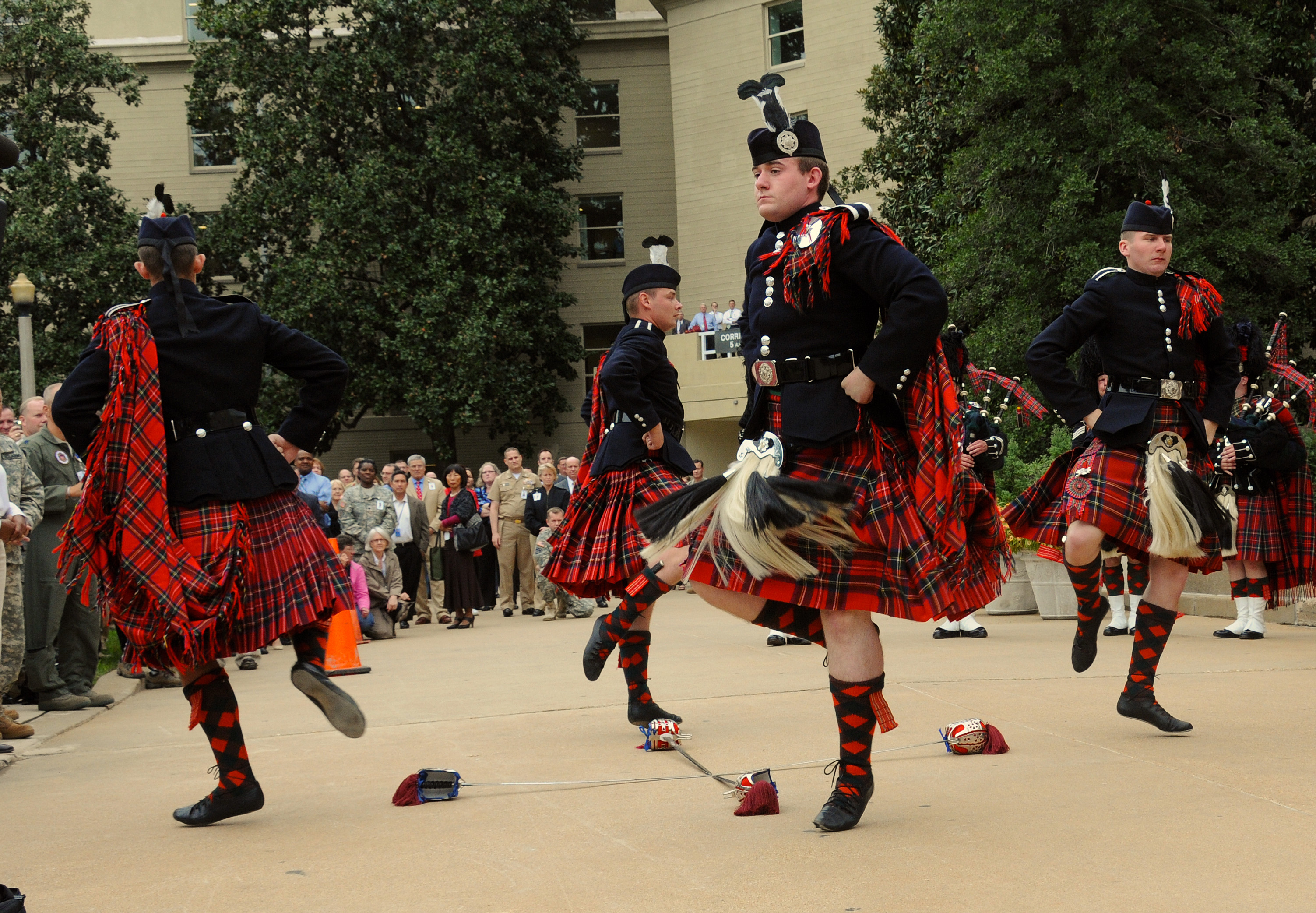
Исполнение танца «Палаши Аргайла»

Танец «Палаши Аргайла» (англ. Argyll Broadswords) появился примерно в XIX веке в шотландских горских полках как вариация танца с мечами.

## Описание
В отличие от танца с мечами, в «Палашах Аргайла» одновременно участвовало четверо танцоров и использовались четыре шотландских палаша. Участники под звуки марша торжественно выходили к площадке, на которой планировалось исполнение танца, обходили её по кругу, затем клали шотландские палаши в форме креста Св. Георгия. Каждый из шотландских полков имел собственную версию исполнения танца, однако сам танец был традиционно разделен на две части, медленную и быструю. Число шагов для медленной и быстрой партий танца может разниться. На данный момент есть следующие версии исполнения по числу шагов:
- 3&1 — три медленных и один быстрый[1][2];
- 3&2 — три медленных и два быстрых[3].

В отличие от большинства других танцев типа хайланд, танец «Палаши Аргайла» не является соревновательным и больше подходит в качестве развлечения для публики. Данный танец очень красочно показан в фильме Сергей Бондарчука «Ватерлоо» (1970 год) в сцене бала союзников в Брюсселе, где его исполняют нижние чины шотландского 92-го полка горцев Гордона (The 92nd Gordon Highlanders) под аккомпанемент полкового оркестра волынщиков.

## Музыкальное сопровождение
Танцоры исполняют танец под традиционную шотландскую волынку. Музыканты исполняют три мелодии:
- марш — для торжественного выхода и ухода танцоров;
- страспей — для медленной части;
- рил — для быстрой части.